# Pentaschistis glandulosa
Pentaschistis glandulosa är en gräsart som först beskrevs av Heinrich Adolph Schrader, och fick sitt nu gällande namn av Hans Peter Linder. Pentaschistis glandulosa ingår i släktet Pentaschistis och familjen gräs. Inga underarter finns listade i Catalogue of Life.